# Delphinornis
Delphinornis — викопний рід пінгвінів, що існував з середнього еоцену по середній міоцен (40 — 16 млн років тому). Викопні рештки птаха знайдені у відкладеннях формації Ла Месета на острові Сеймур в Антарктиді.

## Види
- Delphinornis arctowskii Myrcha et al. 2002[1]
- Delphinornis larseni Wiman 1905[2]